# 變態心理學期刊
《變態心理學期刊》是一份關注於精神病理學、變態心理學、異常情緒等研究項目經同行評審發行的科学期刊。。期刊由心理學最高權威美国心理学会發行，已出版110多年，被認為是精神病理學和變態心理學的頂級刊物。

## 名稱
《變態心理學期刊》於1906年4月開始出版，1921年改為《變態心理學與社會心理學期刊》（Journal of Abnormal Psychology and Social Psychology）1925年將名稱簡化為《變態與社會心理學期刊》（Journal of Abnormal and Social Psychology）這個名稱沿用40年至1965年改回原本的《變態心理學期刊》（Journal of Abnormal Psychology），同一年《性格與社會心理學期刊》開始出版。2022年將改名為《精神病理學和臨床科學期刊》（Journal of Psychopathology and Clinical Science）